# إيزاو كوبوتا
إيزاو كوبوتا (باليابانية: 久保田勲؛ بالكانا: クボタ イサオ) هو لاعب كرة قدم ياباني، ولد في 22 مايو 1983 في سايتاما في اليابان. لعب مع نادي توشيغي.